# Saison NBA Development League 2005-2006
Navigation
Saison 2004-2005 Saison 2006-2007
La saison NBA Development League 2005-2006 est la 5e saison de la NBA Development League, la ligue mineure de la National Basketball Association (NBA). Les Thunderbirds d'Albuquerque remportent le titre de champion,  en s'imposant en finale face aux Flyers de Fort Worth.

## Saison régulière
| Équipe                   | Victoires | Défaites | % de victoires | Écart |
| ------------------------ | --------- | -------- | -------------- | ----- |
| Fort Worth Flyers        | 28        | 20       | 58,3           | --    |
| Albuquerque Thunderbirds | 26        | 22       | 54,2           | 2     |
| Florida Flame            | 25        | 23       | 52,1           | 3     |
| Roanoke Dazzle           | 25        | 23       | 52,1           | 3     |
| Arkansas RimRockers      | 24        | 24       | 50,0           | 4     |
| Austin Toros             | 24        | 24       | 50,0           | 4     |
| Tulsa 66ers              | 24        | 24       | 50,0           | 4     |
| Fayetteville Patriots    | 16        | 32       | 33,3           | 12    |

## Playoffs
|  | Demi-finales             | Demi-finales      |                          |     | Finale | Finale |
|  | Demi-finales             | Demi-finales      |                          |     | Finale | Finale |
|  |                          |                   |                          |     |        |        |
|  |                          |                   |                          |     |        |        |
|  |                          |                   |                          |     |        |        |
|  | Albuquerque Thunderbirds | 80                |                          |     |        |        |
|  | Albuquerque Thunderbirds | 80                |                          |     |        |        |
|  | Florida Flame            | 71                |                          |     |        |        |
|  | Florida Flame            | 71                | Albuquerque Thunderbirds | 119 |        |        |
|  |                          |                   | Albuquerque Thunderbirds | 119 |        |        |
|  |                          | Fort Worth Flyers | 108                      |     |        |        |
|  | Fort Worth Flyers        | Fort Worth Flyers | 108                      | 87  |        |        |
|  | Fort Worth Flyers        |                   |                          | 87  |        |        |
|  | Roanoke Dazzle           | 78                |                          |     |        |        |
|  | Roanoke Dazzle           | 78                |                          |     |        |        |

## Récompenses
MVP de la saison régulière : Marcus Fizer (Toros d'Austin)
Rookie de l'année : Will Bynum (Dazzle de Roanoke)
Défenseur de l'année : Derrick Zimmerman (Toros d'Austin)
Prix Jason Collier pour l'esprit sportif : Ime Udoka (Flyers de Fort Worth)
| All-NBA D-League First Team : - Andre Barrett (Flame de la Floride) - Will Bynum (Dazzle de Roanoke) - Marcus Fizer (Toros d'Austin) - Anthony Grundy (Dazzle de Roanoke) - Ime Udoka (Flyers de Fort Worth) | All-NBA D-League Second Team : - Erik Daniels (Patriots de Fayetteville) - John Lucas III (66ers de Tulsa) - Scott Merritt (Toros d'Austin - Luke Schenscher (Flyers de Fort Worth) - Jamar Smith (Toros d'Austin) (ex æquo) - Isiah Victor (Dazzle de Roanoke) (ex æquo) |